# Leptomesochra theodoridis
Leptomesochra theodoridis är en kräftdjursart som beskrevs av Soyer 1966. Leptomesochra theodoridis ingår i släktet Leptomesochra och familjen Ameiridae. Inga underarter finns listade i Catalogue of Life.